# Marie Bergman
Marie Bergman (n. Estocolmo; 21 de noviembre de 1950) es una cantante sueca.
Entre 1969 y 1972, fue miembro del grupo de pop sueco Family Four, con el que participó representando a Suecia en el Festival de la Canción de Eurovisión 1971 y en 1972. Inició una carrera en solitario en 1974. A lo largo de su carrera ha compuesto y grabado discos, compuesto canciones y ha recibió numerosos premios. En 1994 volvió a representar a Suecia en el Festival de Eurovisión, esta vez junto a Roger Pontare, siendo hasta entonces la artista que más veces había representado a Suecia en el Festival, cosa que igualó Carola Häggkvist en 2006. Ha actuado en el Festival de Roskilde cuatro veces.